# Nuevos Horizontes II
Nuevos Horizontes II es un barrio situado al suroeste de la ciudad de El Alto, en el Departamento de La Paz. Administrativamente es parte del Distrito 2 de la ciudad. fue fundado en septiembre de 1983 y dio un desarrollo posterior a la zona inicial Nuevos Horizontes, actualmente existen: Nuevos Horizontes, Horizontes I, Nuevos Horizontes II y Nuevos Horizontes III.

## Características
El barrio ha sido formado por habitantes que migraron desde diferentes provincias de La Paz, así como extrabajadores fabriles, mineros y constructores. Los fundadores de la zona fueron parte de junta vecinal de la Zona Santiago II, posteriormente con la formación de desarrollos urbanos cercanos, formaron su propia organización vecinal. Todas las urbanizaciones agrupadas bajo la denominación Nuevos Horizontes en todas sus numeraciones se hallan circunscritas en los límites establecidos entre las avenidas: Néstor Galindo, Bolivia, Litoral y Ladislao Cabrera, las avenidas más importantes de la zona son la avenida Oleaducto que la atraviesa diagonalmente y la avenida Guadalquivir.

## Hitos urbanos
Entre los hitos urbanos del barrio se encuentra la Plaza Principal y la Unidad Educativa Puerto de Rosario, la zona es conocida por ser el barrio de nacimiento de la alcaldesa Soledad Chapetón, quien estudió en el colegio de la zona.

## Accesos y transporte
A la zona se accede a través de la Avenida 6 de marzo, Néstor Galindo, Oledoducto, Litoral o Ladislao Cabrera, existen diferentes líneas de minibuses que brindan el servicio, así como el Wayna bus, servicio de transporte municipal que atraviesa la avenida Guadalquivir.